# Jean Charles de Menezes
Jean Charles de Menezes (født 7. januar 1978, død 22. juli 2005) var en brasiliansk elektriker som boede i Tulse Hill i det sydlige London. Menezes blev under foreløbig uafklarede omstændigheder skudt og dræbt af britisk politi på Stockwell undergrundsstation på Londons undergrundsbane. Menezes havde boet i England i tre år før han døde.
I første omgang blev Menezes sat i forbindelse med et mislykket terrorangreb i London 21. juli 2005; men det viste sig senere, at han var uskyldig. Der har foreløbig været forvirrende og selvmodsigende oplysninger om årsagerne til, at han var under mistanke, og om omstændighederne ved drabet.